# 積極抗辯
積極抗辯（英語：Affirmative defense）又稱確認抗辯、肯定性答辯，是英美法系的一個法律概念，指訴訟中原告或檢察官聲稱的事實以外的陳述，如為被告證明為真者，即得以使其他的非法行為的法律責任失效或減輕。 在民事诉讼中，積極抗辯事由包括訴訟時效、要式契约（Statute of frauds）、棄權（Waiver）等，例如美国的聯邦民事訴訟規則第8(c)條中列舉的各項事由。 而在刑事訴訟中，抗辯事由則涵括自衛、精神錯亂、誘捕和追訴時效。

## 法理敘述
刑事訴訟中，即使被告承認全部犯行，但對於犯罪事實的真實性仍須由檢察官負舉證責任，否則將面臨無罪或免除刑罚的判決。刑法典裡的抗辯事由又可稱作「阻卻違法事由」或「辯護理由」、「豁免辯護」，具有限制、豁免被告刑事責任功能。而最常見的無罪抗辯事由是正当防卫，如果被告能夠證明其主觀上合理相信被害人的施暴行為屬於非法，而且被告的行為滿足於保護己身的必要條件，則將可以免除刑事上的責任。

## 範例
- 民法
  - 和解與清償（英语：accord and satisfaction）
  - 風險承擔
  - 权威
  - 同意
  - 防衛財產（英语：defense of property）
  - 禁止反言
  - 合同文件（英语：contract specification）（契約文件）
  - contractual provision（和同條款）
  - 比較過失（目前美國許多州已用比較過失取代助成過失）
  - 助成過失
  - 合理使用
  - 懈怠 (法律)（英语：Laches (equity)）
  - 思想表達二分法（英语：Idea–expression divide）
  - 强制收回
  - 詐欺防止法（英语：statute of frauds）
  - 消滅時效
  - 棄權（英语：waiver）
- 刑法
  - 精神障碍辩护
  - 緊急避難
  - 胁迫行为
  - 正当防卫
  - 诽谤
  - 公共利益辯護（英语：Public interest defence）

## 外部連結
- 阻卻違法事由 （页面存档备份，存于）